# Maraton w Szanghaju
Maraton w Szanghaju, Międzynarodowy Maraton w Szanghaju (chiń. 上海國際馬拉松, ang. Shanghai International Marathon) – maratoński bieg uliczny rozgrywany co roku na ulicach Szanghaju, w Chinach. Pierwsza edycja maratonu w Szanghaju odbyła się 28 września 1996 roku.

## Lista zwycięzców
Lista zwycięzców maratonu w Szanghaju:
| Data                 | Zwycięzca wśród mężczyzn | Kraj              | Czas    | Zwyciężczyni wśród kobiet | Kraj          | Czas    |
| -------------------- | ------------------------ | ----------------- | ------- | ------------------------- | ------------- | ------- |
| 29 listopada 2020    | Jia'e Renjia             | Chiny             | 2:12:44 | Li Zhixuan                | Chiny         | 2:26:39 |
| 17 listopada 2019    | Paul Lonyangata          | Kenia             | 2:08:11 | Yebrgual Melese           | Etiopia       | 2:23:19 |
| 18 listopada 2018    | Seifu Tura               | Etiopia           | 2:09:20 | Yebrgual Melese           | Etiopia       | 2:20:37 |
| 12 listopada 2017    | Stephen Mokoka           | Południowa Afryka | 2:08:35 | Roza Dereje               | Etiopia       | 2:22:43 |
| 30 października 2016 | Stephen Mokoka           | Południowa Afryka | 2:10:18 | Roza Dereje               | Etiopia       | 2:26:18 |
| 8 listopada 2015     | Paul Lonyangata          | Kenia             | 2:07:14 | Rael Kinyara              | Kenia         | 2:26:23 |
| 2 listopada 2014     | Stephen Mokoka           | Południowa Afryka | 2:08:43 | Tigist Tufa               | Etiopia       | 2:21:52 |
| 1 grudnia 2013       | Stephen Mokoka           | Południowa Afryka | 2:09:30 | Aberu Kebede              | Etiopia       | 2:23:28 |
| 2 grudnia 2012       | Sylvester Teimet         | Kenia             | 2:09:01 | Feyse Tadese              | Etiopia       | 2:23:07 |
| 4 grudnia 2011       | William Kibor            | Kenia             | 2:10:21 | Kebebush Haile            | Etiopia       | 2:24:09 |
| 5 grudnia 2010       | Gashaw Asfaw             | Etiopia           | 2:11:34 | Naila Jułamanowa          | Rosja         | 2:26:03 |
| 29 listopada 2009    | Gashaw Asfaw             | Etiopia           | 2:10:10 | Wei Yanan                 | Chiny         | 2:27:49 |
| 30 listopada 2008    | Gashaw Asfaw             | Etiopia           | 2:09:28 | Irina Timofiejewa         | Rosja         | 2:26:19 |
| 25 listopada 2007    | Sammy Tum                | Kenia             | 2:13:01 | Lidia Șimon               | Rumunia       | 2:29:28 |
| 26 listopada 2006    | Paul Korir               | Kenia             | 2:15:25 | Zhang Xin                 | Chiny         | 2:32:07 |
| 26 listopada 2005    | Han Gang                 | Chiny             | 2:13:22 | Zhang Shujing             | Chiny         | 2:34:25 |
| 13 listopada 2004    | Benson Mbithi            | Kenia             | 2:17:55 | Wei Yanan                 | Chiny         | 2:30:37 |
| 15 listopada 2003    | Jiang Chengguo           | Chiny             | 2:22:23 | Qie Liping                | Chiny         | 2:46:45 |
| 9 listopada 2002     | Katsumi Tsuchiya         | Japonia           | 2:19:02 | Zhang Shujing             | Chiny         | 2:30:43 |
| 8 grudnia 2001       | Zhan Donglin             | Chiny             | 2:18:58 | Zhang Shujing             | Chiny         | 2:31:54 |
| 12 listopada 2000    | Hailu Negussie           | Etiopia           | 2:18:17 | Zhong Guoshang            | Chiny         | 2:46:49 |
| 14 listopada 1999    | Auan Caoman              | Nowa Zelandia     | 2:22:29 | Fiona McKee               | Nowa Zelandia | 2:52:07 |
| 1 listopada 1998     | Lu Zhenghua              | Chiny             | 2:24:02 | Bu Hailing                | Chiny         | 2:49:55 |
| 30 listopada 1997    | Lu Zhenghua              | Chiny             | 2:19:01 | Wang Benzhi               | Chiny         | 3:03:14 |
| 28 września 1996     | Gao Changhai             | Chiny             | 2:23:39 | Chiaki Shigaki            | Japonia       | 2:47:54 |